# Tarako
「Tarako」（タラコ）は、サザンオールスターズの楽曲。自身の21作目のシングルとして、タイシタレーベルから7インチレコードで1984年10月21日に発売された。
1988年6月25日と1998年2月11日に8cmCDとして、2005年6月25日には12cmCDで再発売されている。また、2014年12月17日からはダウンロード配信、2019年12月20日からはストリーミング配信が開始されている。

## 背景
前作「ミス・ブランニュー・デイ (MISS BRAND-NEW DAY)」から約4か月ぶりに発売された作品。
本作はアメリカのロサンゼルスでレコーディングした作品であり、収録されている2曲は全英語詞曲となっている。

## チャート成績
1984年11月5日付のオリコン週間ランキングで最高11位を獲得した。累計売上は12.5万枚（オリコン調べ）を記録しており、オリコンによる登場週数は21週である。

## 収録曲
- 収録時間：8:23

1. Tarako (4:08)
（作詞:Keisuke Kuwata & Tony Haynes　作曲:Keisuke Kuwata　編曲:SOUTHERN ALL STARS & Paul Fox）
日本テレビ系『いい加減にします!』オープニングテーマ。
2015年に桑田は「この曲はあまり好きではない」と発言しており、理由は英語の発音がメチャクチャだからと公言している[6]。
シンガーソングライターでサザンのファンである平井堅は、自分のお小遣いで初めて買ったCDとして挙げており、英語詞の曲を聴いたことがなく、かっこいいと思って買ったことを覚えているという[7]。
2008年のライブ『真夏の大感謝祭』でファンを対象に投票を募ったリクエストランキングで35位になった[8]。
2. Japaneggae (Sentimental) (4:14)
（作詞:Keisuke Kuwata & Tony Haynes　作曲:Keisuke Kuwata　編曲:SOUTHERN ALL STARS & Paul Fox）
アルバム『人気者で行こう』収録の「JAPANEGGAE (ジャパネゲエ)」を全英語詞に直した楽曲。アメリカ・レコーディングの時、オリジナルのバック・トラックで鳴っているパーカッシブを現地のエンジニアが嫌ったため、ミックス時にカットされた。

## 参加ミュージシャン
- 桑田佳祐:Vocal(#1,2)
- 大森隆志:Guitar, Chorus(#1,2)
- 原由子:Keyboards, Chorus(#1,2)
- 関口和之:Bass, Chorus(#1,2)
- 松田弘:Drums, Chorus(#1,2)
- 野沢秀行:Percussion, Chorus(#1,2)

## 収録アルバム
| 曲名                     | 作品名         |
| ------------------------ | -------------- |
| Tarako                   | アルバム未収録 |
| Japaneggae (Sentimental) | アルバム未収録 |

## ミュージック・ビデオ収録作品
| 曲名                     | 作品名                                      | 備考                       |
| ------------------------ | ------------------------------------------- | -------------------------- |
| Tarako                   | サ吉のみやげ話                              |                            |
| Tarako                   | SPACE MOSA 〜SPACE MUSEUM OF SOUTHERN ART〜 | 一部のみ収録。現在は廃盤。 |
| Japaneggae (Sentimental) | 未収録                                      |                            |

## ライブ映像作品
| 曲名   | 作品名                                        |
| ------ | --------------------------------------------- |
| Tarako | おいしい葡萄の旅ライブ –at DOME & 日本武道館- |